# Bhatia
Bhatia — рід грибів. Назва вперше опублікована 2009 року.

## Класифікація
До роду Bhatia відносять 2 види:
- Bhatia laevispora
- Bhatia malabarica